# InuYasha: Secret of the Divine Jewel
InuYasha: Secret of the Divine Jewel, phát hành tại Bắc Mĩ vào ngày 23 tháng 1 năm 2007, trên hệ máy Nintendo DS là một game thể loại RPG phát triển bởi Namco/Bandai Games America, Inc. Trong game, Khuyển Dạ Xoa lại một lần nữa tham gia vào một cuộc phiêu lưu trong thời Chiến Quốc.